# Västra och Östra Göinge häraders domsaga
Västra och Östra Göinge häraders domsaga var en domsaga i Kristianstads län. Den bildades 1682/1683 när svensk lag infördes.
Domsagan avskaffades 1861 då den delades i Villands och Östra Göinge domsaga och Västra Göinge domsaga.
Domsagan lydde under hovrätten över Skåne och Blekinge (före 1821 Göta hovrätt).

## Tingslag
- Västra Göinge tingslag
- Östra Göinge tingslag